# 天主教维萨卡帕特南总教区
天主教维萨卡帕特南总教区（拉丁語：Archidioecesis Visakhapatnamensis），是羅馬天主教會以印度安得拉邦東部维沙卡帕特南為中心的一個總主教區。包括安得拉邦東北部，轄五個教區。
2006年有教友247,231名，佔轄區總人口僅百分之二。由153名司鐸名管理62個堂區。現任總主教為馬拉瓦拉普‧普拉卡什。
1850年9月3日設代牧區，1886年9月1日升為教區。2001年10月16日升為總教區。